# Гуляєво (Вавозький район)
Гуля́єво (рос. Гуляево) — присілок у Вавозькому районі Удмуртії, Росія.
Станом на 2002 рік існували три окремих населених пункти — присілок Гуляєво (0 осіб), селища Гуляєвське лісничество (52 особи) та Гуляєвський дом отдиха (68 осіб).

## Населення
Населення — 92 особи (2010; 0 в 2002).

## Господарство
У присілку знаходиться дерев'яний міст через річку Валу, що є важливим транспортним об'єктом у регіоні.
Урбаноніми:
- вулиці — Дачна, Лісова